# Kupfermeister
Kupfermeister ist der Name frühneuzeitlicher Messingproduzenten in Aachen und später im benachbarten Stolberg. Sie betrieben dort Ende des 16. Jahrhunderts bis zum Anfang des 19. Jahrhunderts die Kupferhöfe.
Obwohl die Bezeichnung „Kupfermeister“ an die zunftrechtlichen Ursprünge in vormodernen oder gebundenen Produktionsformen und -verhältnissen erinnert, war das Gewerbe der Kupfermeister, die sich seit dem 18. Jahrhundert zu Recht Messingfabrikanten nannten, durch die Integration mehrerer Produktionsschritte und einen hohen Kapitaleinsatz eine wichtige Etappe der Frühindustrialisierung.

## Aachen

Mirck Leonhard Schleichers

Das Aachener Messinggewerbe verdankt Entstehung und Aufschwung auch Arbeitsmigranten. Daniel van der Kannen (andere Versionen: Chamen, Kammen), der um die Mitte des 15. Jahrhunderts aus dem benachbarten Maasgebiet nach Aachen kam und dort mit der Familie Düppengießer zusammenarbeitete, errichtete 1450 in Aachen ein besonderes Kupferschlägerambacht. Zuzug erhielt es nach der Zerstörung Dinants 1466 durch Karl den Kühnen, etwa von den Familien Amya, Momma und Byda. Im Rahmen des zweiten Aachener Gaffelbriefes waren sie ab 1513 als anerkannte Zunft schließlich berechtigt, Ratsherren aus ihren Reihen zu stellen.
Nur Messing, das aus Altenberger Galmei und Mansfelder Kupfer gewonnen worden war, durfte mit dem Aachener Stadtwappen gestempelt werden. Eine Notariatsurkunde aus dem Jahr 1559 nennt 69 Kupfermeister namentlich. Damals gab es 1.000 Kupferknechte. 1581 berichtet eine Quelle von etlichen tausend Personen, die die Messingindustrie in der Stadt ernähre. 1578 gründeten die Kesselschmiede, die die Halbfabrikate der reichen Kupfermeister weiterverarbeiteten und von ihnen nicht selten abhängig waren, ein eigenes Ambacht mit 56 Mitgliedern. Das Verbot der Stadt Aachen, für die Weiterverarbeitung von Messing Tiefenhämmer aufzustellen, die viele Kessler arbeitslos gemacht hätten, war eine gravierende Beschränkung für die Kupfermeister, die eine kapital-, technik- und investitionsintensive Wirtschaftsform betrieben.

## Von Aachen nach Stolberg

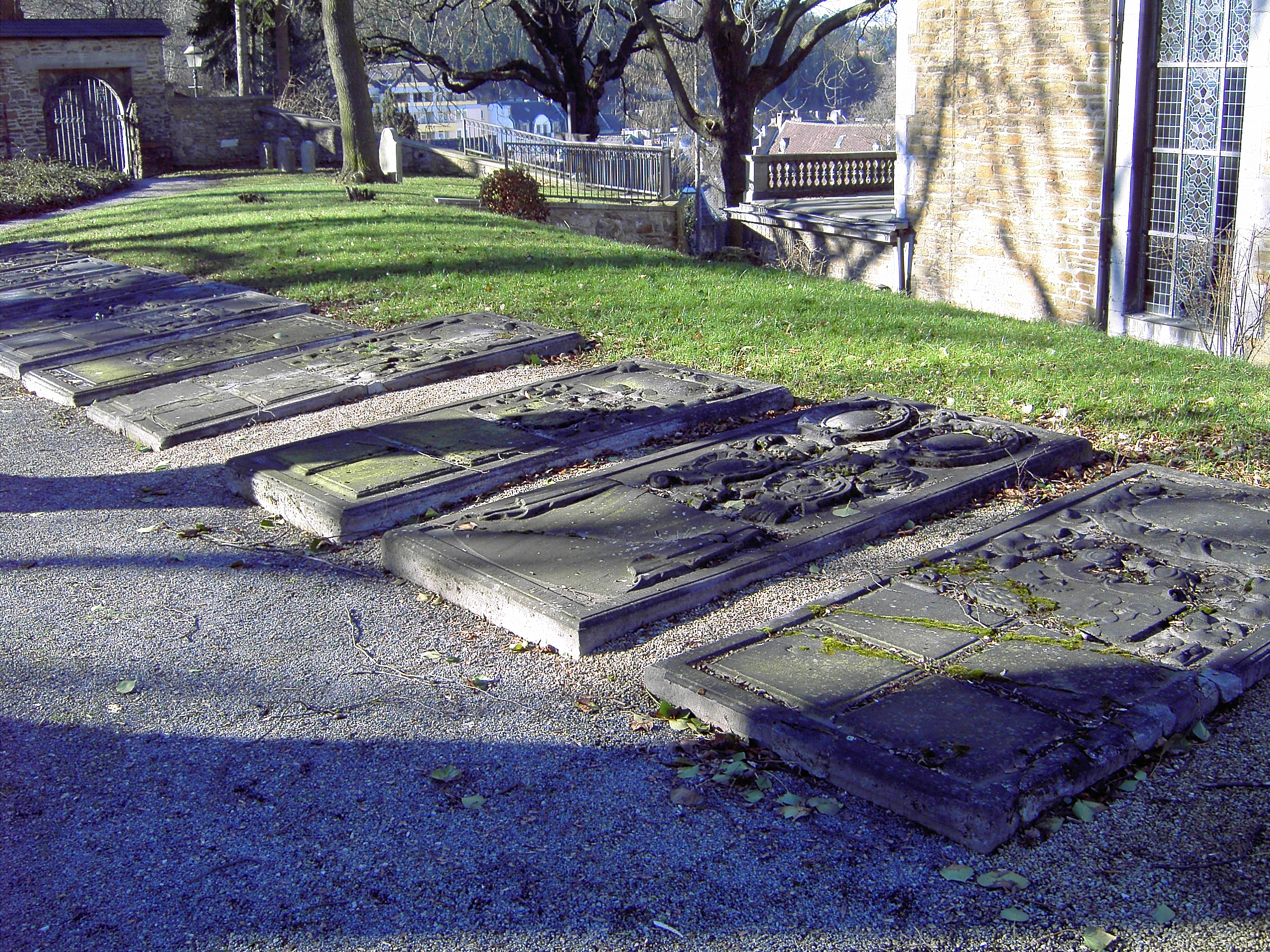
Kupfermeistergräber in Stolberg

Den Kupfermeistern in Aachen stand die knappe Wasserkraft durch Zunftregularien, die andere Zünfte begünstigten, nicht in ausreichendem Umfang zur Verfügung. Sie begannen deshalb Produktionsverlagerungen schon vor der Zuspitzung der Aachener Religionsunruhen in der katholischen Reichsstadt Aachen im Zuge der Gegenreformation. Bereits 1551 waren viele Kupfermeister Anhänger des evangelischen Glaubens und trugen diese religiöse Bewegung in Aachen nicht unwesentlich. 1580 gewannen die Protestanten die Mehrheit im Stadtrat, und drei Jahre später wurde die freie Religionsausübung in der Stadt gestattet. Dagegen verlangte der Kaiser die Ausweisung der Protestanten. Deshalb versuchten katholische Fürsten, die Kupfermeister als deren „vornehmste Anführer“ durch Sperrungen von Galmei, Kupfer und Kohle in die Knie zu zwingen. Philipp II. sperrte die Altenberger Galmeilieferungen. Als diese Maßnahmen nichts fruchteten, verhängte 1598 Rudolf II. die Reichsacht über Aachen. Nach der Einnahme durch die Spanier unter Ambrosio Spinola 1614 wurde die Ausübung der protestantischen Religion sofort verboten. Die beiden Anführer der protestantischen Partei wurden zwei Jahre später auf Geheiß kaiserlicher Kommissare hingerichtet. Viele Protestanten wurden ausgewiesen oder verließen Aachen aus eigenem Entschluss.
Die Stadt Aachen erhöhte Steuern auf die wirtschaftliche Tätigkeit, um Verteidigungsmaßnahmen der Stadt gegen zukünftige Eroberungen zu finanzieren. Diese Steuern trafen auch die Kupfermeister.
Die Herren von Efferen förderten die Übersiedlung der Kupfermeister aus Aachen in die Herrschaft Stolberg mit seinen günstigen natürlichen Standortfaktoren wie reichen Galmeivorkommen, Wäldern zur Holz- und Holzkohlegewinnung, Wasser des Vichtbachs (genannt auch die Vicht) und Steinkohle im nördlich angrenzenden Inderevier. Im Jahr 1564 musste sich der Burgherr Johann von Efferen beim Herzog von Jülich dafür verantworten, dass er „mit Kalvinischer, Sakramentarischer, Wiedertäuferischer oder anderer verdächtiger Lehren befleckten Personen“ Aufenthalt gestattet. In der Zeit von 1592 bis 1606 stellte Johann von Efferen den Lutheranern die Burgkapelle für ihre Gottesdienste zur Verfügung.
1575 baute der Aachener Kupfermeister Leonard Schleicher den ersten Kupferhof in Stolberg sowie drei weitere in der Folgezeit. 1598 waren es dann schon ein gutes Dutzend; 1663 arbeiteten 90 bis 95 Schmelzöfen in Stolberg. Parallel dazu sank die Zahl der Öfen in Aachen von 100 im Jahre 1603 bzw. auf 12 bis 25 im Jahre 1663. Es fand eine Produktionsverlagerung, bei der auch der Aachener Stadtbrand 1656 eine Rolle gespielt hat, jedoch keine Ausweitung statt. Die Gesamtproduktion in beiden Städten dürfte in diesem Zeitraum bei zusammen 30.000 Zentnern Messing jährlich gelegen haben.
Zwar war schon 1497 der Aachener Kupfermeister und spätere Besitzer des Dollartshammers, Heinrich Dollart, nach Stolberg gekommen, doch spielte die Messingherstellung neben der Eisen-, Blei- und Edelmetallgewinnung in der ersten Hälfte des 16. Jahrhunderts dort noch keine große Rolle. Erst die Kupfermeister brachten die entscheidenden Anstöße für den Aufschwung dieses Industriezweigs. Gerade die Stolberger Kupfermeister erfanden Verfahren, um das minderwertige Galmei der Region ohne Qualitätseinbußen mit dem hochwertigen Altenberger Galmei zu vermischen und so besonders wirtschaftlich zu arbeiten. Da die Aachener bis Ende des 16. Jahrhunderts für den Handel Zollfreiheit im Reich und in Frankreich genossen, verlagerten die Kupfermeister anfänglich lediglich die Produktion nach Stolberg. Wegen des Abbaus dieser Zollprivilegien wurde auch der Hauptsitz dorthin verlagert, in vielen Fällen erst nach dem Westfälischen Frieden. In Stolberg bildeten die Kupfermeister keine Zunft, sondern eine Art Kartell, das 1667 durch ein Zunftprivileg von Philipp Wilhelm (Pfalzgraf und Herzog von Jülich) bestätigt wurde.

## Wirtschaftliche, soziale und politische Rolle in Stolberg

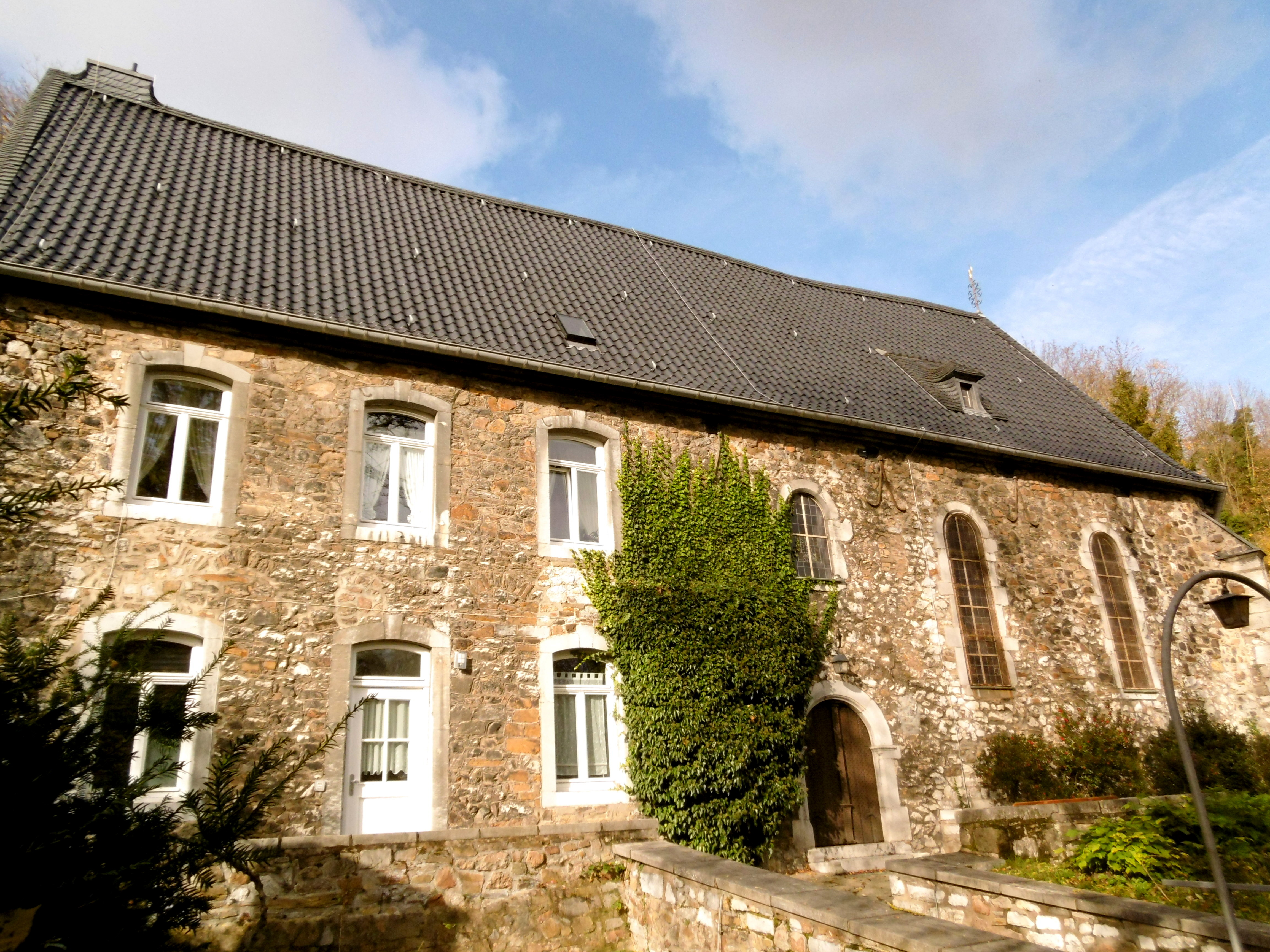
Vogelsangkirche

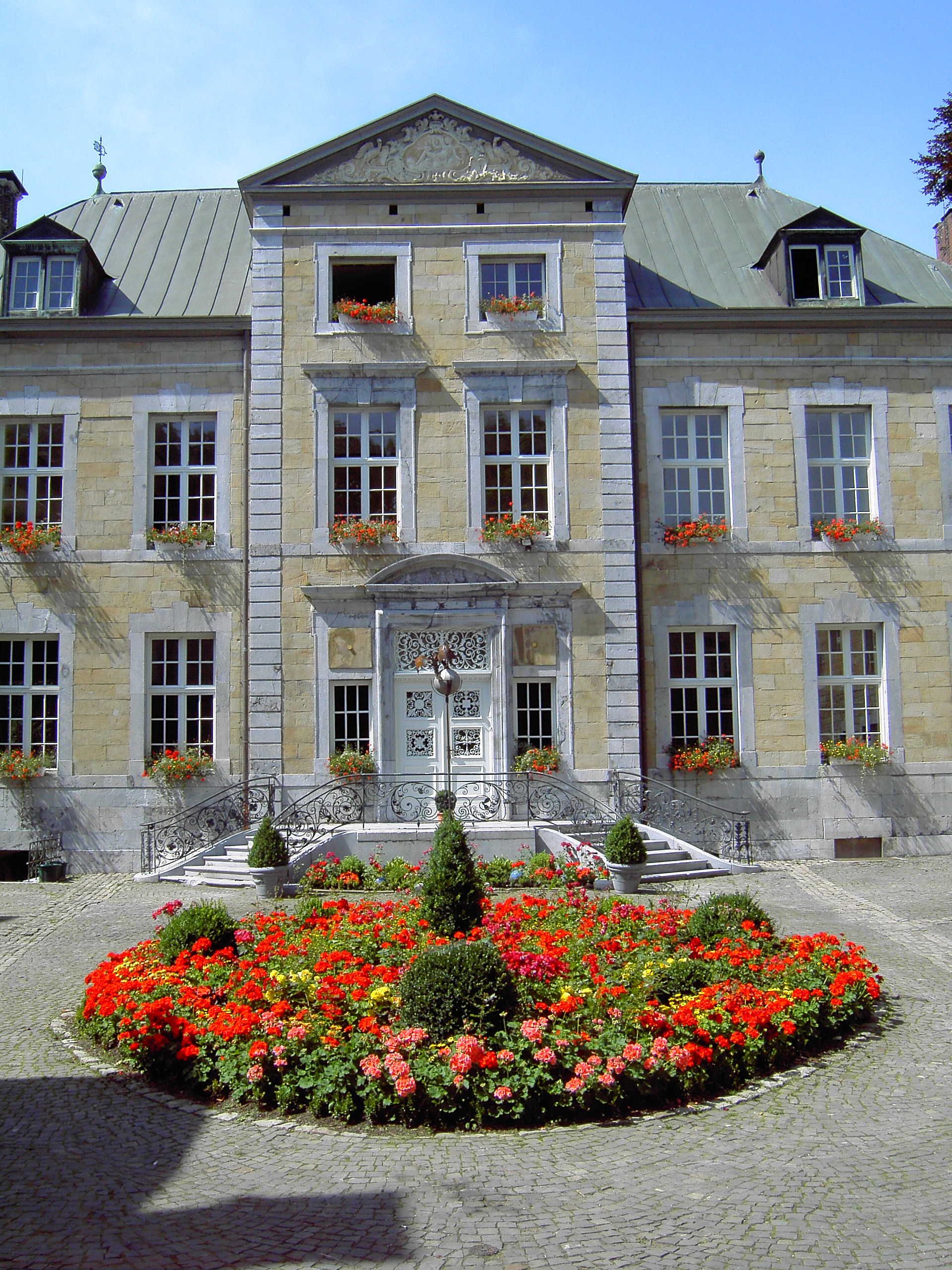
Kupferhof Rosenthal

Die Kupfermeister haben Stolbergs Stadtbild bis heute geprägt: Zwei evangelische Kirchen, die Vogelsangkirche und die Finkenbergkirche mit dem Kupfermeisterfriedhof sowie zahlreiche Kupferhöfe künden bis heute von ihrem Wirken.
1621 wurde noch Beschwerde geführt, die vornehmsten Stolberger Kupfermeister wohnten im angrenzenden Amt Wilhelmstein. Im 17. Jahrhundert gestalteten die Kupfermeister die Kupferhöfe dann zunehmend repräsentativer, so dass sie die Möglichkeit für den standesgemäßen Empfang adliger Gäste boten. Neben den Mircken, mit denen Angehörige einer Zunft ihre Erzeugnisse kennzeichneten, führten die Kupfermeister auch Wappen, die heute noch an den Kupferhöfen zu sehen sind. Wie die Freiherren von Merode und Collenbach ließ sich Johann Schleicher der Ältere 1754 von dem Töpfermeister Jacob Kuckertz aus Langerwehe eine Wasserleitung zu seinem Wohnsitz, dem Kupferhof Rosenthal, legen.
Zur Blütezeit der Messingindustrie im 17. und 18. Jahrhundert waren in Stolberg etwa vierzig Kupfermeisterfamilien tätig. Die bekanntesten sind Beck, Dollart, Hansen, Lynen, Mewis, Momma, Peltzer, Prym, Schardinel, Schleicher, von Asten und Wuppermann. Auch die Hoeschs, die im Oberlauf des Vichtbaches als Reitmeister tätig waren, wirkten in Stolberg als Kupfermeister und kamen ursprünglich aus Aachen.
Obwohl die Kupfermeister mit repräsentativen Wohnsitzen und Grablegen, Wappen und Familienporträts, dynastischer Kontinuität mit Ehe- und Erbschaftsverbindungen sowie Besitzstreitigkeiten den aristokratischen Lebenswandel nachahmten, wurden sie nicht in den Adelsstand erhoben. Ihr gestiegenes Selbstbewusstsein war vielmehr vermutlich der Grund dafür, dass in Stolberg eine Ortsgemeinde mit einem Bürgermeister an der Spitze dem Burgherrn als eigenes Rechtssubjekt bei Prozessen entgegentrat. Nachdem Odilia von Efferen von der reformationsfreundlichen Linie ihres Vorgängers abgewichen war, schlugen die Knechte der Kupfermeister erfolgreich 50 bis 60 Stolberger Schützen zurück, die der Burgherr geschickt hatte, um seine Ansprüche auf Wasserrechte und Kupferhöfe gegen den Abt von Kornelimünster durchzusetzen. Obwohl die Kupfermeister interne Besitzstreitigkeiten sehr hartnäckig führten, konnten sie gemeinsam die notwendigen Ressourcen für ihr Gewerbe verteidigen. So verhinderten sie, dass das Wasser des Vichtbachs Entwässerungspumpen in der Grube Birkengang statt der Hämmer, Mühlen und Blasebälge ihrer Kupferhöfe antrieb, und setzten sich beim Streit um Holzkohle so erfolgreich gegen die Reitmeister des oberen Vichttals durch, dass etliche Reitwerke in Kupferhöfe und Kupfermühlen umgewandelt wurden.